# Synapsis gilleti
Synapsis gilleti är en skalbaggsart som beskrevs av Gilbert John Arrow 1931. Synapsis gilleti ingår i släktet Synapsis och familjen bladhorningar. Inga underarter finns listade i Catalogue of Life.